# Земо-Эркети
Земо-Эркети (груз. ზემო ერკეთი) — село в Грузии, на территории Чохатаурского муниципалитета края (мхаре) Гурия.

## География
Село находится в западной части Грузии, к югу от реки Супсы, на расстоянии приблизительно 4 километров (по прямой) к юго-востоку от посёлка городского типа Чохатаури, административного центра муниципалитета. Абсолютная высота — 234 метра над уровнем моря.

## Население
По результатам официальной переписи населения 2014 года, в Земо-Эркети проживало 216 человек (96 мужчин и 120 женщин). В национальной структуре населения грузины составляли 99,5 %, русские — 0,5 %.
| Год  | Население, человек |
| ---- | ------------------ |
| 2002 | 238                |
| 2014 | ↘ 216              |